# مارمولک کاکل‌دار سبز
مارمولک کاکل‌دار سبز، یک مارمولک از تیره آگامایان است که در جنوب‌شرق آسیا در کشورهایی نظیر مالزی (غرب مالزی) بورنئو، سنگاپور، اندونزی، فیلیپین (پالاوان، جزایر کالمیان، پانای، لوزون)، تایلند جنوبی، جنوب میانمار، و هند (جزایر نیکوبار) یافت شده‌است.